# Latvenergo
Latvenergo AS ist ein lettischer Staatsbetrieb mit Sitz in Riga. Er ist tätig in der Energieversorgung. 70 % der erzeugten Energie stammen aus erneuerbaren Quellen.
Die Latvenergo-Gruppe besteht aus der Muttergesellschaft Latvenergo AS und sechs Tochtergesellschaften. Latvenergo AS ist zuständig für die Erzeugung und den Handel von Strom und Wärmeenergie sowie den Handel mit Erdgas. Sadales tīkls AS sorgt für die Stromverteilung an die Kunden. Elektrum Eesti OÜ und Elektrum Lietuva UAB betreiben Stromhandel in Estland  und Litauen. Enerģijas publiskais tirgotājs AS führt die Verwaltung der obligatorischen Strombeschaffung durch. Latvijas vēja parki SIA, ein Joint Venture von Latvenergo AS und Latvijas valsts meži AS, hat sich die Entwicklung von Windparks zum Ziel gesetzt.
Liepājas enerģija SIA (Anteile 51 %) gewährleistet die Erzeugung, Übertragung, Verteilung und Lieferung von Wärmeenergie im Bezirk Liepāja sowie die Stromerzeugung durch Kraft-Wärme-Kopplung. Latvenergo AS hält außerdem 46,3 % der Anteile am geschlossenen Pensionsfonds Pirmais Slēgtais Pensiju Fonds AS sowie 0,005 % der Anteile an Rīgas siltums AS.
Latvenergo verfügt über vier Wasserkraftwerke: Pļaviņas Hydropower Plant, Rīgas Hydropower Plant, Ķeguma Hydropower Plant und Aiviekstes Hydropower Plant mit einer installierten Gesamtleistung von 1535 MW, zwei Blockheizkraftwerke mit einer elektrischen Gesamtleistung von 474 MW und einer Wärmekapazität von 1525 MW sowie einen Windpark in der Nähe von Ainaži mit einer installierten Leistung von 1,2 MW.

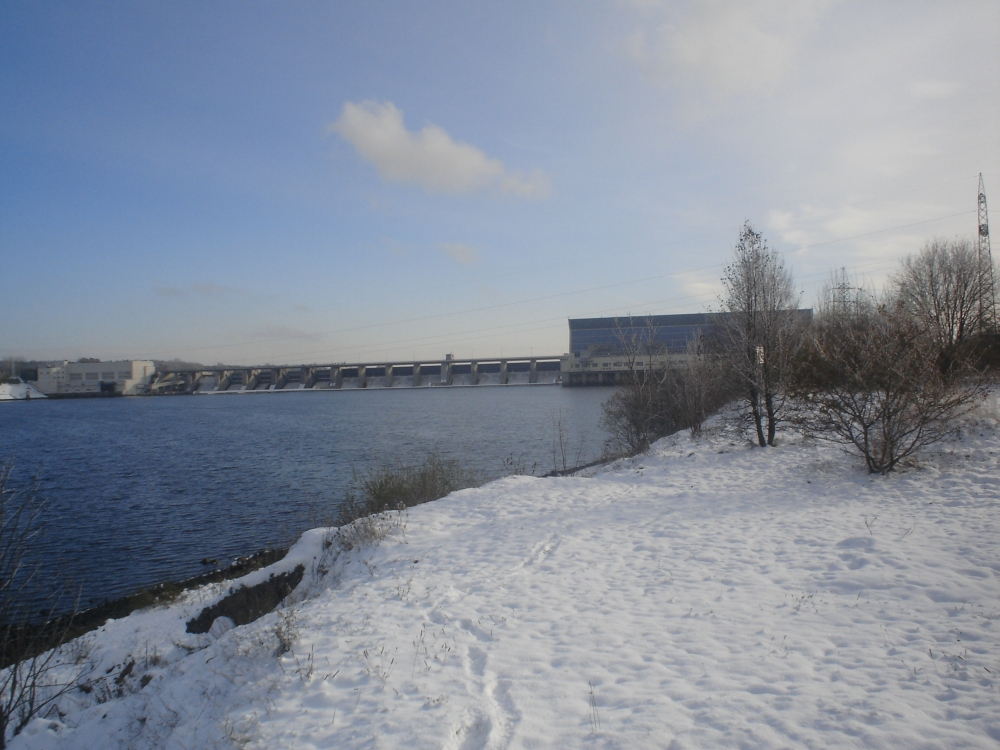
Kraftwerk Ķeguma

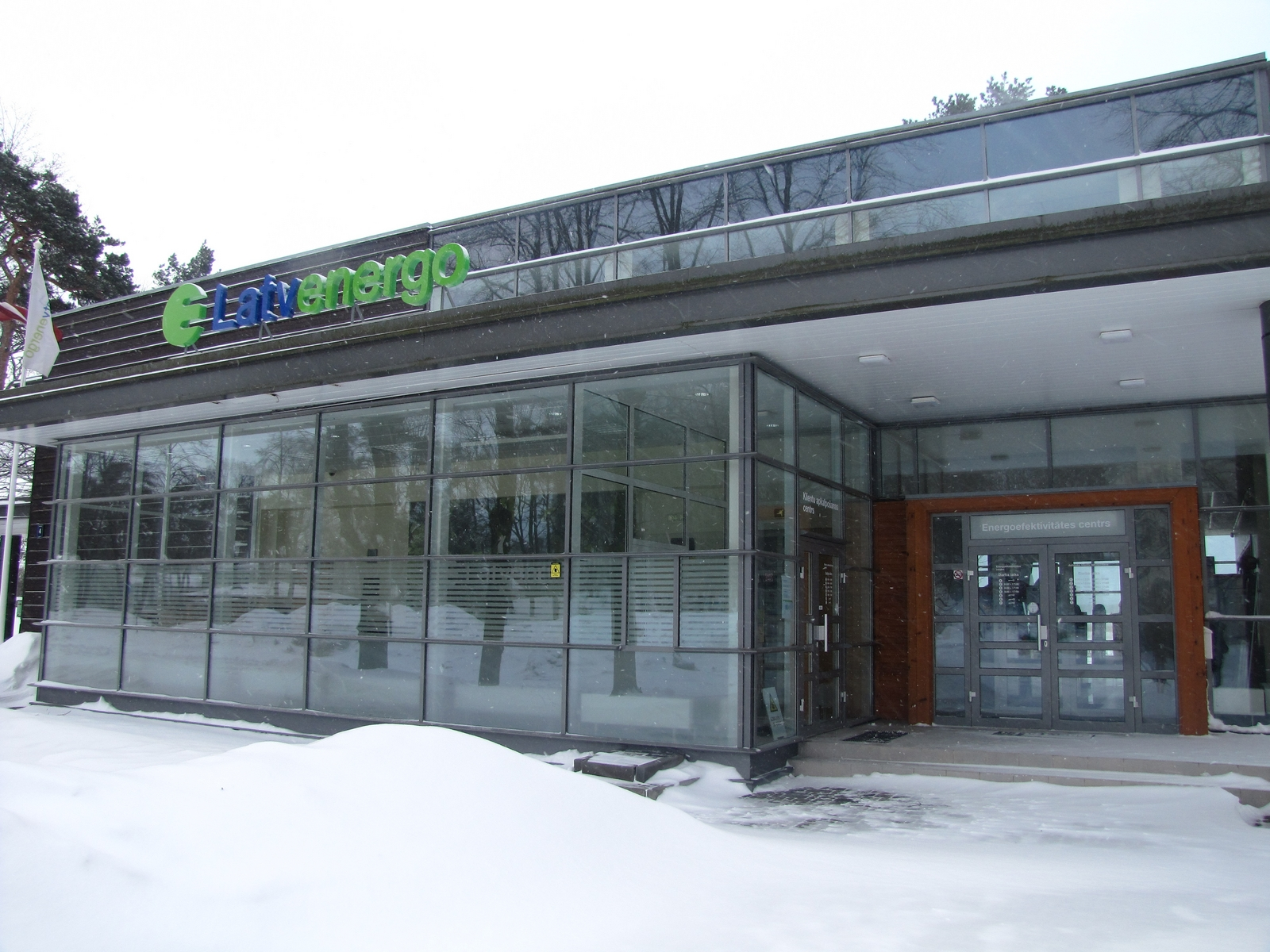
Filiale von Latvenergo in Jurmala

## Geschichte
Die Ursprünge des Unternehmens gehen auf die Gründung des Wasserkraftwerks Ķegums im Jahr 1939 zurück, als am 22. Dezember auf Beschluss des Ministerkabinetts die staatliche Elektrizitätsgesellschaft „Ķegums“ gegründet wurde.
Um eine zentrale Wärmeversorgung Rigas in den kalten Monaten des Jahres zu gewährleisten, wurde 1955 das Rigaer Blockheizkraftwerk 1 in Betrieb genommen. Die 2. Stufe wurde 1959 fertiggestellt und erreichte eine elektrische Leistung von 129 MW.
Das Wasserkraftwerk Pļaviņas mit 10 Turbinen erreichte 1969 eine Kapazität von 825 MW. Im Jahr 1974 wurde mit der Aufstauung des Flusses Daugava  am Wasserkraftwerk Riga begonnen und ein weiteres Wasserkraftwerk in Betrieb genommen. 1979 wurde die Kapazität von 384 MW auf 402 MW erhöht.
Der heutige Name wurde erstmals in den 1980er Jahren verwendet, aber ein ähnlicher Name tauchte bereits 1941 auf, als private Kraftwerke und Stromnetze nach der Besetzung Lettlands verstaatlicht wurden und die staatliche Energiebehörde „Latenergo“ gegründet wurde. Während der Lettischen SSR  wurden mehrere große Kraftwerke gebaut und die staatliche Energiewirtschaft mehrmals umstrukturiert. 1989 wurde Latvenergo gegründet, ein Produktionsverband, der den lettischen Institutionen unterstellt ist.
1996 wurde mit der Rekonstruktion von 330/110/20-kV-Umspannwerken, Übertragungs- und Verteilungsnetzen, die in der Sowjetzeit gebaut wurden, begonnen.
Die Erneuerung des Wasserkraftwerks Ķegums wurde im Jahr 2001 abgeschlossen. Daneben wurde die erste Renovierung des Wasserkraftwerks Pļaviņas vollendet, wobei der Einbau von 6 neuen Turbinen durchgeführt wurde.
2005 wurde Sia „Liepājas enerģija“ gegründet, ein Produzent und Verkäufer von Strom und Wärme im Bezirk Liepāja. 2006 fand in Tallinn die Einweihung des Estlink-Seekabels statt, an dem Latvernergo beteiligt ist. 2007 gründete Latvenergo eine Tochtergesellschaft in Estland, 2008 in Litauen. 2017 begann Latvenergo mit dem Verkauf von Erdgas an Kunden in Lettland und Estland.
2012 führte Latvenergo die neue Handelsmarke Elektrum ein. Der erste Elektrum-Solarpark in Litauen mit einer Leistung von 1,5 MW wurde 2021 in Betrieb genommen.